# Perplicaria
Perplicaria là một chi ốc biển, là động vật thân mềm chân bụng sống ở biển trong họ Cancellariidae.

## Các loài
Các loài trong chi Perplicaria gồm có:
- Perplicaria boucheti Verhecken, 1997[2]
- Perplicaria clarki M. Smith, 1947[3]